# Niphanda plinioides
Niphanda plinioides är en fjärilsart som beskrevs av Moore 1883. Niphanda plinioides ingår i släktet Niphanda och familjen juvelvingar. Inga underarter finns listade i Catalogue of Life.